# Varsha Jain
Varsha Jain é uma fisiologista britânica conhecida como "ginecologista espacial". Ela estudou em universidades do Reino Unido, mas mantendo um interesse na NASA. Em 2021, ela foi uma pesquisadora da Universidade de Edimburgo.

## Biografia
Jain disse que ela se inspirou pela primeira vez a ser uma doutora depois de assistir a Dra. Beverly Crusher em Star Trek, com os seus irmãos na área de Birmingham.
Seu interesse foi reavivado ao atender uma Conferência de Biomedicina Espacial no Reino Unido em 2004. Em 2006, ela se formou na University College London com um bacharel de medicina em ambientes extremos. Cinco anos depois, ela ainda estava em Londres completando um mestrado no King's College de Londres. Ela estudou fisiologia e saúde espacial como parte de sua tese. Em 2007, ela estava estudando no Imperial College London quando teve a chance de estudar por sete semanas no Johnson Space Center. Ela sabia que não queria ser uma fisiologista comum e esta era uma oportunidade de trabalhar na NASA. Ela trabalhou na equipe Exploration Medical Capability que realizou disgnósticos e tratamentos "durante o voo" na época que estavam envolvidos com a Estação Espacial Internacional.
Em 2021, ela estava na Escócia como pesquisadora na Universidade de Edimburgo. Sua pesquisa se preocupa com o "fenótipo do endométrio em mulheres com Sangramento Uterino Anormal".
Seu interesse na saúde das mulheres no espaço é incomum para uma médica da academia. Devido ao seu conhecimento, ela foi consultada sobre como as astronautas lidam com banheiros, menstruação e o risco aos óvulos que elas carregam. Haverá mais astronautas mulheres, pois a NASA, em 2013, passou a equalizar os números de homens e mulheres candidatos. É sabido que a idade média na qual uma astronauta se torna mãe é os 41 anos. Quando questionada se iria ao espaço, Jain aceitaria uma viagem curta, mas teme os danos sofridos por aqueles que ficam no espaço por algum tempo.